# 格蘭德維尤 (華盛顿州)
格蘭德維尤（Grandview）位於美國華盛頓州雅基馬縣。2000年美國人口普查時人口為8,377人。

## 外部連結
- City of Grandview （页面存档备份，存于）
- Grandview Heritage